# Nicolas Marroc

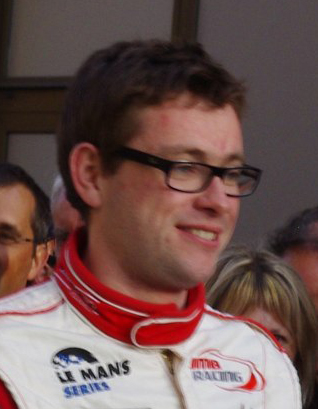
Nicolas Marroc 2011 in Le Mans

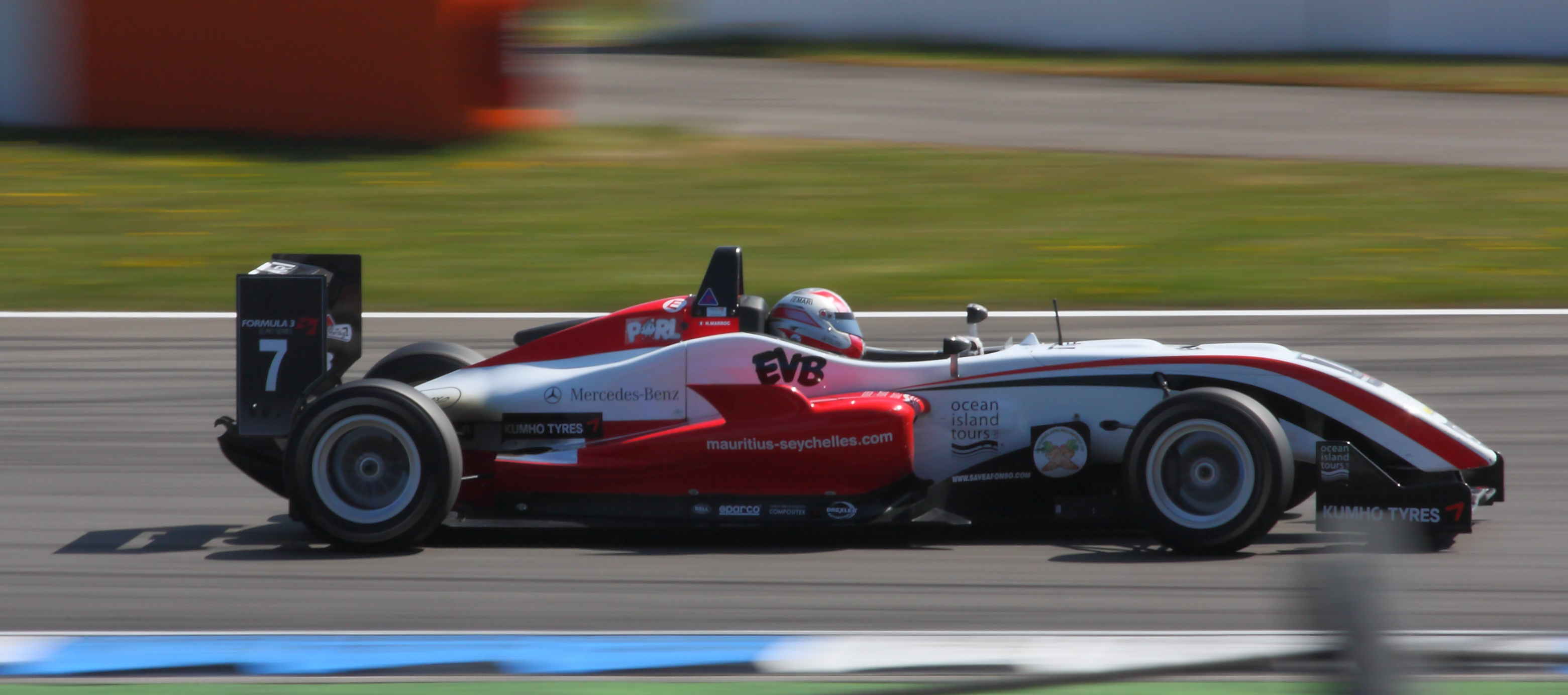
Marroc in der Formel-3-Euroserie 2010 am Hockenheimring

Nicolas François Michel Marie Marroc (* 5. Dezember 1986 in La Roche-sur-Yon) ist ein ehemaliger französischer Rennfahrer.

## Karriere
Marroc begann seine Motorsportkarriere 2004 im Kartsport, in dem er bis 2005 aktiv war. Anschließend gab er 2006 in der französischen Formel Renault Campus, in der er in seiner Debütsaison den neunten Gesamtrang belegte, sein Debüt im Formelsport. 2007 trat er in der französischen Formel Renault und bei einigen Rennen des Formel Renault 2.0 Eurocups an und blieb in beiden Serien punktelos. 2008 erhielt Marroc kein Cockpit für eine komplette Saison und er bestritt einige Rennen im Formel Renault 2.0 Eurocup und in der westeuropäischen Formel Renault, in der er mit einem Punkt den 27. Gesamtrang belegte.
2009 wechselte Marroc in den deutschen Formel-3-Cup und wurde mit einem fünften Platz als bestes Resultat Zwölfter in der Fahrerwertung. Außerdem absolvierte er zwei Gaststarts in der britischen Formel-3-Meisterschaft. Für die Saison 2010 erhielt Marroc beim Prema Powerteam ein Cockpit an der Seite von Daniel Juncadella für die Formel-3-Euroserie. Am Saisonende belegte er mit einem zweiten Platz als bestes Resultat den elften Gesamtrang. Darüber hinaus war er für Prema in der italienischen Formel-3-Meisterschaft aktiv. Er wurde mit einem dritten Platz als bestes Ergebnis Gesamtzwölfter. Außerdem absolvierte er Gaststarts in der britischen Formel-3-Meisterschaft.
2011 debütierte Marroc im GT-Sport in der International GT Open. Er nahm an vier Rennen teil und wurde 20. in der Meisterschaft. Darüber hinaus startete er beim 24-Stunden-Rennen von Le Mans und in der Le Mans Series. Er gewann dort einmal die FLM-Wertung und belegte in dieser schließlich den sechsten Platz. Nach der Saison kehrte Marroc in den Formelsport zurück und trat für Ocean Racing Technology beim GP2 Final 2011, das er auf dem 18. Platz abschloss, an.
Seit 2012 bestritt Marroc vor allem GT- und Sportwagenrennen. Er startete in der Blancpain Endurance Series, der französischen GT-Meisterschaft und im Porsche Carrera Cup Frankreich. 2017 fuhr er einen Norma F20 MC in der V de V Endurance Series.

## Statistik

### Karrierestationen
| - 2004–2005: Kartsport - 2006: Französische Formel Renault Campus (Platz 9) - 2007: Französische Formel Renault (Platz 21) - 2007: Formel Renault 2.0 Eurocup | - 2008: Westeuropäische Formel Renault (Platz 27) - 2008: Formel Renault 2.0 Eurocup - 2009: Deutscher Formel-3-Cup (Platz 12) - 2010: Formel-3-Euroserie (Platz 11) | - 2010: Italienische Formel 3 (Platz 12) - 2011: International GT Open (Platz 20) - 2011: Le Mans Series, FLM (Platz 6) |

### Le-Mans-Ergebnisse
| Jahr | Team       | Fahrzeug         | Teamkollege      | Teamkollege       | Platzierung | Ausfallgrund |
| ---- | ---------- | ---------------- | ---------------- | ----------------- | ----------- | ------------ |
| 2011 | JMB Racing | Ferrari F430 GTE | Manuel Rodrigues | Jean-Marc Menahem | Rang 27     |              |